# Железнодорожный транспорт в Эритрее

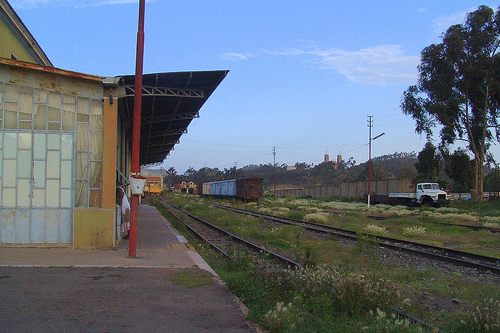
Железнодорожная станция в Асмэре

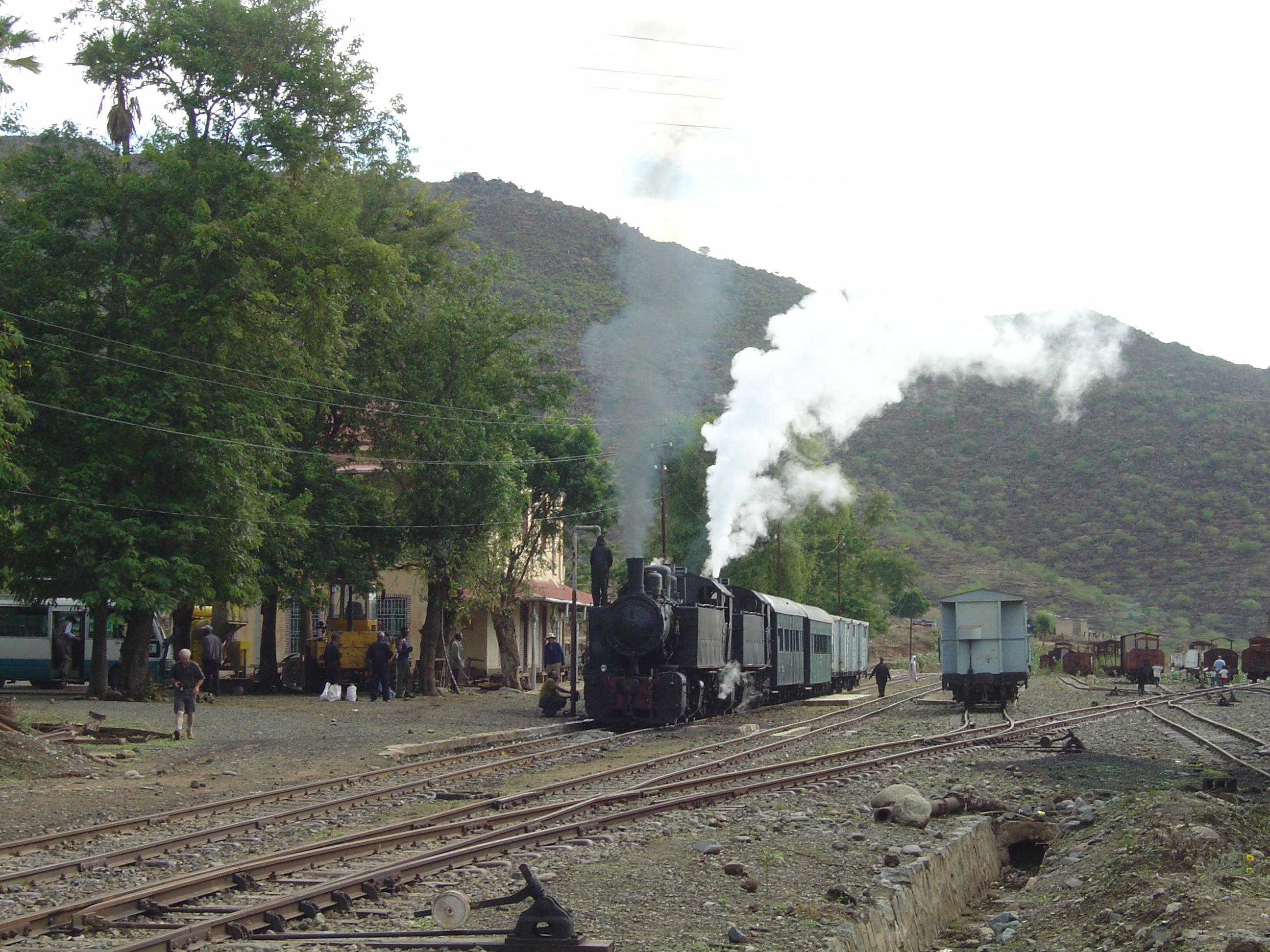
Станция в Эритрее

Железнодорожный транспорт в Эритрее — железнодорожный транспорт на территории государства Эритрея. Протяжённость дорог страны составляет 306 км (2014). Используемая ширина колеи — 950 мм.

## История
Железные дороги в стране строились в ту эпоху, когда Эритрея являлась итальянской колонией, поэтому выбор колеи, подвижного состава, устройство железнодорожных станций и железнодорожная инфраструктура повторяет итальянские предпочтения. 

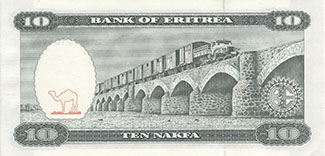

Линия соединившая город на побережье Красного моря Массауа и новую столицу страны Асмэра была построена в период с 1887 по 1910 год. Продолжение этой линии до станции Кэрэн строилось с 1911 по 1923 год. С 1924 по 1929 год была построена линия от Кэрэна до города Акордат. От Акордата позднее было построено продолжение линии до станции Бишиа.
Планировалось, что дорога дойдёт до границы с Суданом, и в суданском городе Кассала будет устроена перегрузочная станция для дорог с шириной колеи 950 мм и 1067 мм, однако эти планы так и остались на бумаге. Усиливается конкуренция более дешёвых и удобных автомобильных дорог. В настоящее время (2023 г) единственная железнодорожная компания страны — Eritrean Railway.

## Железнодорожные связи со смежными странами
- Судан — нет, изменение ширины колеи с 950 мм на 1067 мм.
- Джибути — нет, изменение ширины колеи с 950 мм на 1435 мм.
- Эфиопия — нет, изменение ширины колеи с 950 мм на 1435 мм.

## Интересные факты
На реверсе банкноты номиналом 10 эритрейских накф изображён железнодорожный состав, пересекающий по мосту реку Обель. В роли локомотива выступает соответствующим образом переделанный советский Урал-375Д.